# Caída de Gondolin
La caída de Gondolin es un acontecimiento ficticio que tiene lugar dentro del legendarium creado por el escritor británico J. R. R. Tolkien y que es narrado en su novela póstuma El Silmarillion. 
La primera versión de la historia fue escrita en 1917, cuando se encontraba de baja en Great Haywood a causa de una enfermedad contraída durante su servicio en la Primera Guerra Mundial; dicha historia, titulada «La caída de Gondolin», sería incluida en el libro que él llamaba Cuentos perdidos.

## Historia

### Acontecimientos previos

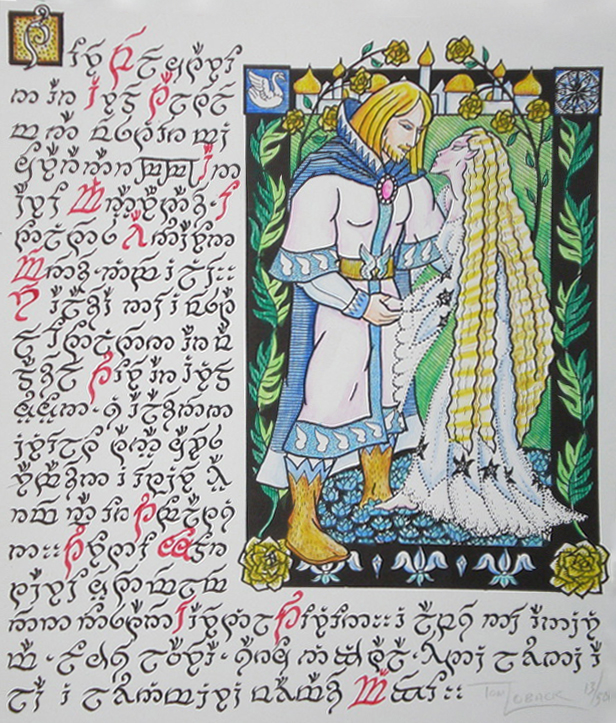
La boda de Tuor e Idril.

Guiado por el elfo Voronwë, Tuor logró llegar al reino escondido de Gondolin en el año 495 de la Primera Edad del Sol y así advirtió al rey Turgon del peligro que se cernía sobre la ciudad, tal y como el vala Ulmo le había indicado hacer. No obstante, influido por el consejo de su sobrino Maeglin, el rey se negó a abandonar su ciudad y, a pesar de las malas noticias que llegaban de otros reinos, ordenó cerrar las puertas de Gondolin. Con el paso de los años, Tuor e Idril, hija y única heredera de Turgon, se enamoraron y se casaron, dando lugar al nacimiento de su hijo Eärendil. Fue entonces cuando Idril tuvo un mal presagio y ordenó que se construyera un túnel secreto que saliera de la ciudad hacia las montañas.

### Batalla

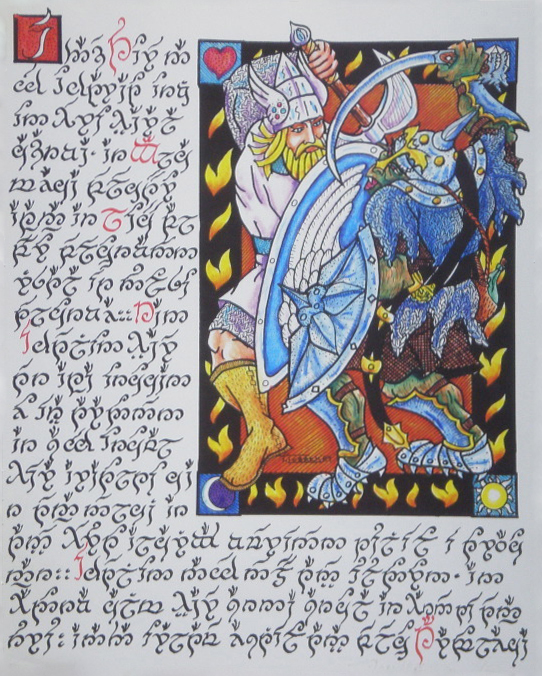
Tuor derrota al orco Othrod durante la batalla por Gondolin.

Mientras excavaba buscando metal y piedras en las Montañas Circundantes, Maeglin fue capturado por los espías de Morgoth, los cuales patrullaban por la zona desde que Húrin hubo llamado a Turgon enfrente de esas Montañas, pero sin poder entrar en Gondolin. Maeglin es llevado ante Morgoth, y éste le promete riquezas y poder a cambio de que le revele el emplazamiento exacto de Gondolin y sus defensas. Maeglin acaba cediendo cuando Morgoth le promete que tras la destrucción de Gondolin, Eärendil, hijo de Tuor e Idril y Tuor mismo serían muertos, y que Maeglin podría quedarse con Idril, pues desde que la vio él quedó locamente enamorado de ella.
Maeglin volvió a Gondolin como si nada hubiera sucedido, y al fin las hordas de Morgoth, lideradas por Gothmog, el Señor de los Balrogs, llegaron y atacaron Gondolin. Los defensores lucharon con firmeza, pero fueron derrotados. Muchos valientes soldados murieron ese día, como Turgon, el Rey, o Rog, o el gran Ecthelion de la Fuente, que murió dando muerte al mismísimo Gothmog lanzándole en la gran Fuente del Rey (Ecthelion murió aplastado y ahogado bajo el peso del cuerpo del inmenso Balrog).
Sin embargo, tras una encarnizada lucha, Tuor mató a Maeglin en un combate singular, arrojándolo por el muro. Tuor, Idril y Eärendil, junto con muchos otros, consiguieron huir por el túnel que Idril había ordenado excavar previamente. Huyeron por debajo de la ciudad y luego fueron por las montañas, pero al llegar a Cirith Thoronath, la grieta de las águilas, cayeron en una emboscada por parte de los espías que Morgoth había dejado apostados a los alrededores de Gondolin. Entre los enemigos había un enorme Balrog. Pero de repente llegaron volando las Grandes Águilas, con su Rey, Thorondor, y ayudaron a los supervivientes. Ahora bien, allí fue donde Glorfindel, Señor de la Casa de la Flor Dorada de Gondolin, cayó precipitándose junto al Balrog por una enorme pendiente, donde ambos murieron. Los otros enemigos fueron derrotados gracias a Tuor y Thorondor, y fue Thorondor mismo quien fue a buscar el cuerpo de Glorfindel y allí mismo lo enterraron, con gran pena, y se dice que sobre su tumba siempre crecieron flores doradas.
Entonces los supervivientes continuaron su marcha, hasta la desembocadura del Sirion, donde se unieron al pueblo de Elwing, hija de Dior Eluchíl.